# Jamaicas historia
Jamaicas moderna historia kan delas in i fyra faser, perioden före den spanska koloniseringen då ön beboddes av arawakierna, det spanska styret, det brittiska styret samt självständigheten.

## Spansk koloni (1509–1655)
Den första spanska bosättningen på Jamaica grundades 1509 i närheten av St Ann's Bay och fick namnet Sevilla, efter den andalusiska staden. 1504 flyttade nybyggarna till en ny plats som de gav namnet Villa de la Vega (Spanish Town efter den engelska erövringen). Denna ort kom att tjäna som huvudstad för både spanska och engelska kolonisatörer från 1534 till 1872, varefter huvudorten istället blev Kingston. Från mitten av 1500-talet till omkring 1720 hade pirater sitt fäste på ön. Det mest ökända piratfästet på Jamaica var fristaden Port Royal.

## Engelsk koloni  (1755–1962)
Karibiens pirater hade sitt fäste på ön från mitten av 1500-talet till 1720. Det mest ökända piratfästet på Jamaica var fristaden Port Royal. Den engelska amiralen William Penn (far till William Penn som den amerikanska delstaten Pennsylvania är uppkallad efter) och general Robert Venables drev bort de sista spanjorerna från Jamaica år 1655. Under sina första 200 år av brittiskt styre blev Jamaica en av världens ledande sockerexporterande slavberoende kolonier, och producerade mer än 77 000 ton socker per år mellan 1820 och 1824. Efter avskaffandet av slavhandeln (men inte slaveriet i sig)  år 1807, började britterna importera indisk och kinesisk arbetskraft. Ättlingarna till dessa asiater utgör fortfarande en del av det jamaicanska folket. 
År 1662 fanns det cirka 400 afrikanska slavar på ön. När odlingen av sockerrör infördes ökade antalet slavar till 9 504 år 1673. Markägarna fortsatta efterfrågan på alltfler slavar medförde att det år 1734 fanns 86 546 slavar och 1775 hela 192 787. Sedan slutet av 1700-talet fanns rörelser i England och Europa som kraftigt agerade för avskaffandet av slaveriet. År 1807 avskaffade det brittiska parlamentet den afrikanska slavhandeln, en lag som trädde i kraft den 1 januari 1808.  

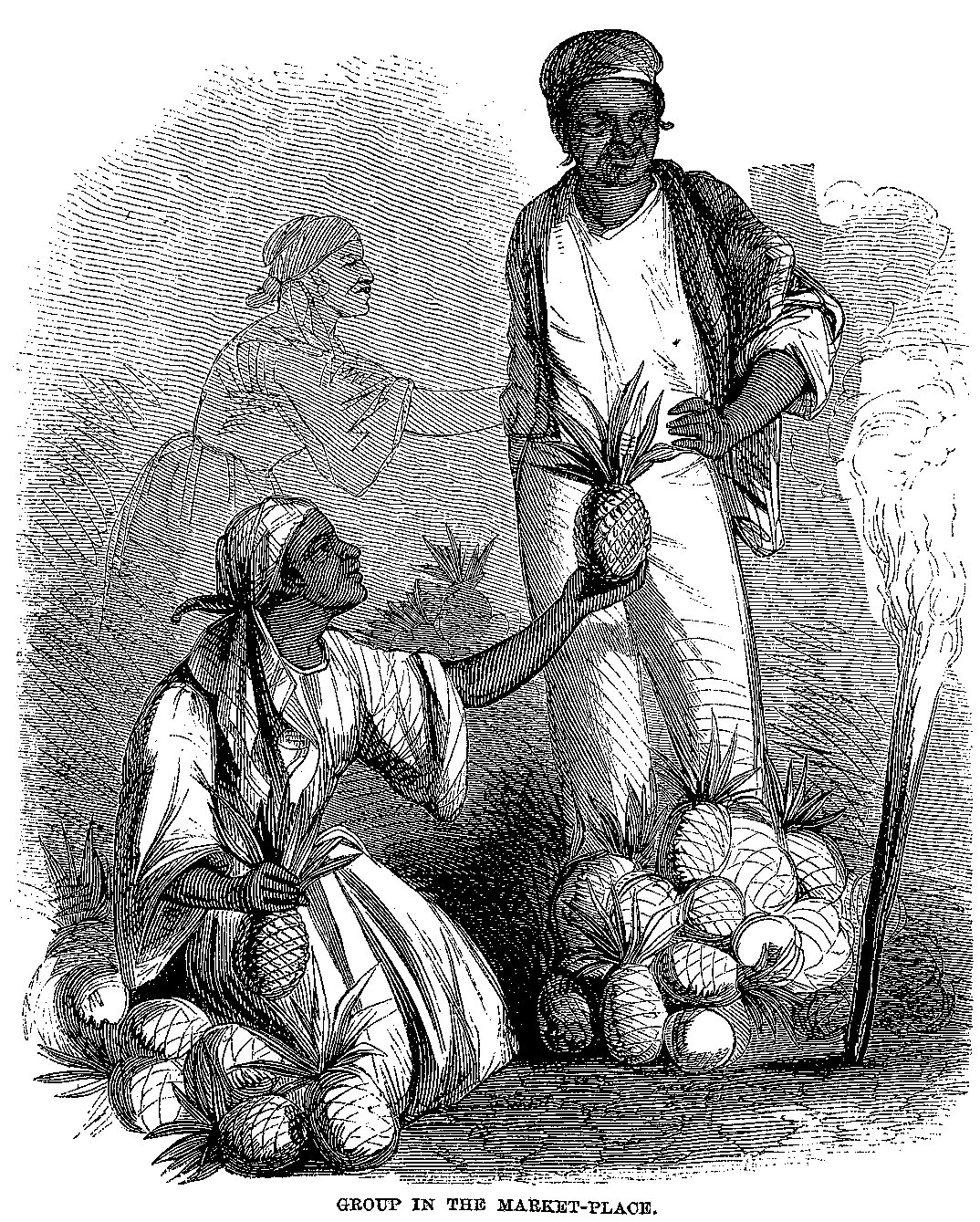
Slaveriet avskaffades 1838, men de frigivna var oerhört fattiga och få ägde land som gav någon form av överskott av grödor som kunde säljas på marknaden.

Under 1820-talet förekom en avsevärd skriftväxling i slavfrågan mellan Storbritannien och dess kolonier, och det som särskilt diskuterades var slavarnas status. Slavarna var upprörda över att deras situation inte förändrats trots att den brittiska slavhandeln upphört. Under 1824 utbröt en slavrevolt på Jamaica, följt av ett mer omfattande slavuppror 1831 lett av den svarte baptisten Samuel Sharpe. I juni 1833 skrev den brittiske guvernören på Jamaica en proklamation för att klargöra slavarnas ställning. I december 1833 formulerade den brittiska regeringen en proposition om avskaffandet av slaveriet, och denna trädde i kraft den 1 augusti 1834. Men förändringen innebar endast att slavarna blev livegna "lärlingar" i stället;  de förblev arbetskraft för samma slavägare på samma plantager. Systemet var ett misslyckande, och slavarna fick obegränsad frihet den 1 augusti 1838.

### Marcus Garvey och rastafarirörelsen

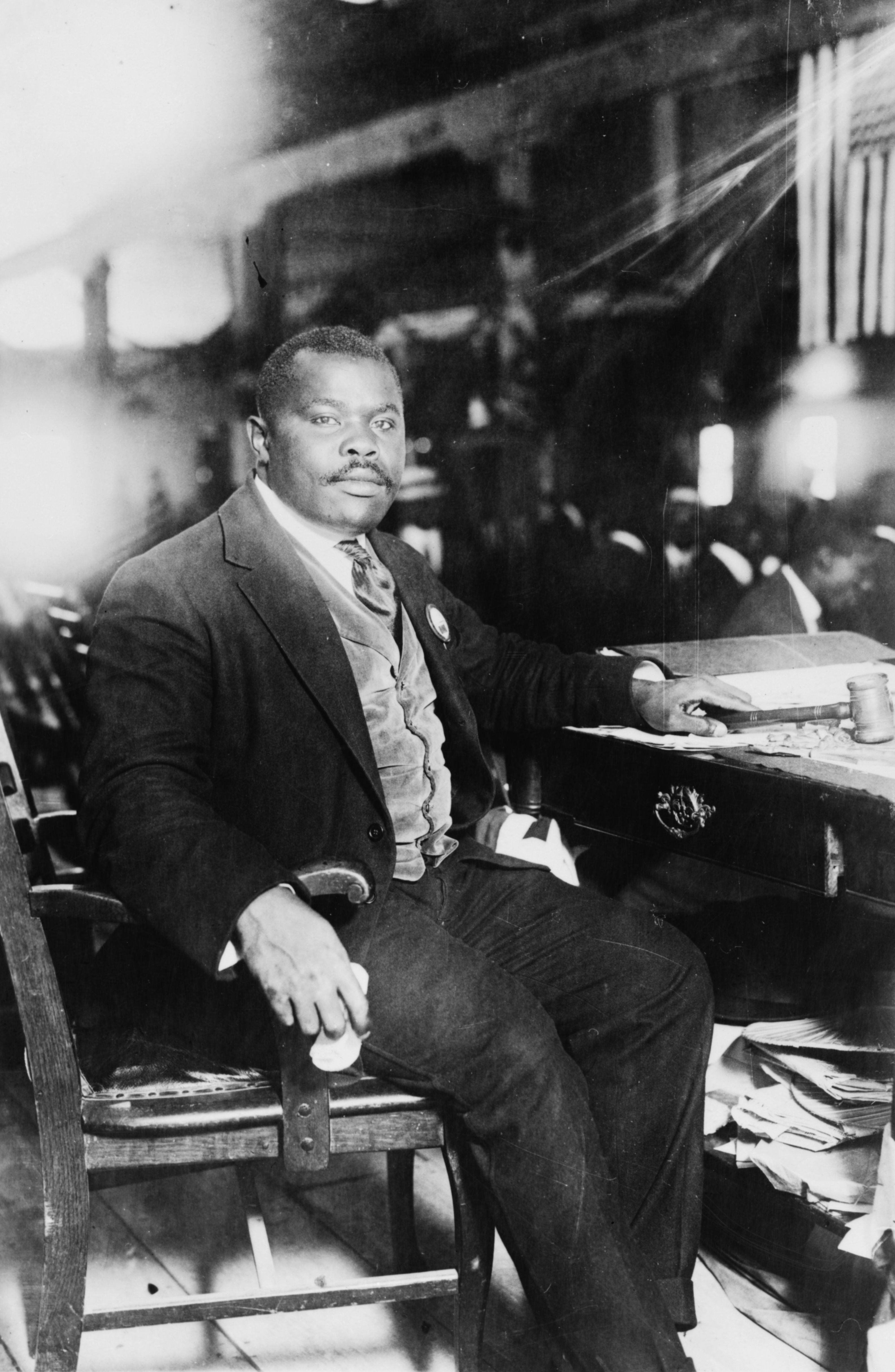
Repatriationsivraren Marcus Garvey 1924.

Under 1910-talet började jamaicanen Marcus Garvey (1887-1940) propagera för att alla svarta människor i förskingringen bör återvända till sitt rättmätiga hemland Afrika. Han startade Universal Negro Improvement Association (UNIA) år 1914. Garveys kraftfulla ord ("Upp du mäktiga ras, du kan åstadkomma vadhelst du önskar!") gav honom och repatriationsidén många afroamerikanska supportrar. Under 1920-talet hade han en miljon anhängare i Nordamerika. År 1920 skrev Garvey "Se till Afrika, där en svart konung skall bli krönt, ty dagen av befrielse är nära". Detta uttalande, tillsammans med skriften The Holy Piby som identifierar etiopierna som Guds utvalda folk och Garvey som profet, tolkades som en uppenbarelse av många fattiga jamaicaner eftersom Etiopiens regent, prinsen Ras Tafari Makkonen (1892-1975), kröntes till kejsare med namnet Haile Selassie I år 1930. Kröningen var i och för sig väntad eftersom Ras Tafari Makkonen redan var regent under kejsarinnan Zewditu I av Etiopien och arvtagare till Etiopiens tron efter en kupp 1916 som störtat den muslimvänlige pojkkejsaren Ledj Jeassu. Ras Tafari Makkonen var intresserad av att modernisera Etiopien och hamnade snart i konflikt med kejsarinnan Zauditu, som tvingades kröna honom till kung (negus) 1928. Konflikten var dock inte över. Efter slaget vid Anchin i mars 1930 var Zauditu död och Tafari kontrollerade Etiopien. Den 3 april 1930 kröntes han till Negus Negast, kejsare, och tog dopnamnet Haile Selassie som kungligt namn.
Det var efter kröningen av Selassie 1930 som rastafarrörelsen officiellt startade. Marcus Garveys föreslagna väg bort från förtryck och exploatering tilltalade många jamaicaner, särskilt det stora antal som levde i fattigdom. De allra flesta av invånarna i den fram till 1962 brittiska kolonin Jamaica härstammade från afrikanska slavar, och hade tvingats att anta de brittiska slavägarnas huvudsakligen protestantiska kristendom medan deras egna afrikanskt baserade religiösa övertygelser och traditioner till stor del hade förbjudits och upphävts. Den religiösa och filosofiska rörelse som utvecklades – rastafari movement – utgick därför från en unik svart jamaicansk tolkning av de kristna skrifterna snarare än att vara en syntes av afrikanska och kristen tro. Inspirerade av svart nationalism och panafrikanism hävdade några jamaicaner att mycket av Bibeln hade ändrats av den vita "rasen" som en del av deras pågående förtryck av Afrika och afrikanerna. Kringvandrande svarta predikanter hävdade att Gamla testamentets Zion i själva verket var Afrika, och att en befriare från Juda stam skulle komma för att rädda afrikanerna från Babylons (de korrupta europeiska hedningarnas) förtryck.  De flesta rastafarianer tror att Haile Selassie är Jesus i dennes andra ankomst och/eller som en inkarnation eller manifestation av Gud, men en del rastafarianer ser Selassie som Guds jordiska representant och härskare.
Rastafarirörelsen i Jamaica blev synlig på 1930- och 1940-talen när medlemmarna bildade fredliga kommuniteter eller storfamiljer bosatta på städernas soptippar eller på landsbygden. De etablerade en alternativ livsstil med distinkta former av språk, musik, klädstil, hårstil (dreadlocks) och hantverk. Europeisk kultur och kristna kyrkor förkastades som "Babylon". De gjorde sina egna val från Bibeln, vilket innebar att de eliminerade eller omtolkade de snedvridningar som de menade hade införts genom vita översättare. De antog ganja (marijuana) som en sakramental ört för helande och meditation. Detta, tillsammans med deras ibland hårda utseende och det faktum att vissa kommuniteter infiltrerades av våldsamma eller kriminella element, medförde täta sammanstötningar med polisen och ibland ren förföljelse. Den kristna, jamaicanska majoriteten skrämdes av rastafarianerna och lärde sina barn att de var ondskefulla. Detta började förändras under 1970-talet när reggaemusiken  spred rastafariideologin runt om i världen, särskilt genom sångare och reggaeband som Bob Marley, Peter Tosh, Jacob Miller, Black Uhuru, Bunny Wailer. Samtidigt förde musikerna med sig nya tankar hem till Jamaica. Musikerna hade inspirerats av att Etiopiens kristne kejsare gjorde ett officiellt statsbesök på Jamaica den 21 april 1966. Rastafarianerna – nu en ny generation varav många fortfarande bar på visionen om en exodus till Afrika – brann av entusiasm, och Haile Selassie var överväldigad av det hänryckta mottagande han fick. Selassie gjorde inte mycket för att sudda ut sin gudomliga status. Han ville fortfarande framstå som en progressiv kejsare som kunde förvandla Etiopien från ett närmast feodalt samhälle till en modern stat som alla afrikaner kunde se upp till, men anklagades i både sitt hemland och i Västvärlden för att vara en girig diktator.,  Han etablerade dock Etiopiens kristna kyrka (Etiopisk-ortodoxa kyrkan).
År 1955 gav Selassie 500 hektar mark i Etiopien för svarta människor som önskade bosätta sig i Etiopien, men det fanns inga pengar till själva resan och 1970 fanns det bara 20 personer som bodde där. Selassies detronisering 1974 och död 1975 hade nästan ingen effekt på rastafarianernas tro och liv. Haile Selassies död beskrevs av rastafarianerna anhängare som ett försvinnande, eftersom de vägrade att tro att han hade avlidit. Många rastafarianer på Jamaica trodde att det av vita dominerade systemet de kallar Babylon hade fabricerat en lögn om Selassies död i ett försök att undergräva den då (under 1970-talet med Bob Marley som främste ambassadör) snabbt växande rastafarirörelsen. Selassie valde att försvinna från vad vi kan uppfatta med våra sinnen; inte konstigare än ockultationen eller undandöljandet i shia-islam Andra kommenterade nyheten med att påpeka att Jah (Gud) bara tillfälligt hade ockuperat den jordiska kroppen Haile Selassie. Det som hade inträffat med Selassies kropp bevisade att Jah inte bara var en människa, utan även en ande. En tredje tolkning som vunnit flest anhängare är knutet till det begrepp som rastafarianer kallar "I and I". Det är i modern tolkning knutet till den enhet som hela mänskligheten utgör, i äldre tolkningar till den enhet som alla afrikaner utgör. Resonemanget går ut på att vi alla tillfälligt bebor olika mänskliga kroppar, men att vi alla är andligt förenade vare sig vi är medvetna om det eller inte. Jahs ande bor i oss alla och kan inte släckas ut. Våra andar lever vidare i andra mänskliga kroppar efter det att vår egen kropp med hjärna och hjärta slutat fungera. Gemensamt för alla dessa synsätt är att ingen kommer till himlen (eller helvetet) som kristendomen predikar; det finns ingen himmel bara en gemenskap av människor som kan hysa oss.
Delegationer som reste runt Afrika under 1960-talet för att söka stöd och acceptans för rastafarirörelsen misslyckades. Under 1970- och 1980-talen stod det klart att Afrikas länder har stora problem, oavsett vems fel det är, och en ny tendens har varit att försöka hitta "Afrika" i Jamaica och ersätta repatriering med "rehabilitering".  Rastafarirörelsen på Jamaica har en låg grad av organisation och uppfattningar om Selassie, repatriering, svart överhöghet, marijuana, kost, "svarthet" och "vithet" osv kan variera från individ till individ i lika hög grad som mellan de olika grenarna inom rastafari. Först år 2013 erkände Jamaicas regering och parlament en rastafariansk gren när Church of Haile Selassie (ej att förväxla med ortodoxa etiopiska kyrkan, som är kristen), grundad 1987 av Brother Emmanuel Fox. fick legal status.

## Självständigt land (1962–)
Jamaica fick full självständighet inom Brittiska samväldet år 1962. Under några år skedde en kraftig inflyttning till städerna, i synnerhet till huvudstaden Kingston där en rad slumstadsdelar växte fram. En vacklande ekonomi under 1970-talet ledde till återkommande våldsamheter och en kraftig minskning av turismen. Landet har majoritetsval i enmansvalkretsar som i Storbritannien och inte proportionella val som i Sverige. Detta valsystem gynnar större partier och ofta sker en polarisering där två stora partier står mot varandra. I Jamaica är det socialdemokratiska PNP (People's National Party) mot högerpartiet JLP (Jamaica Labour Party). Under 1970-talet var det en strid på kniven, och partierna försökte knyta artister till sig (öppet) och organiserade kriminella gäng (i det fördolda). Det politiska klimatet ledde till en stegrad mordstatistik under 1970-talet, men risken att bli mördad fördubblades under 1980-talet jämfört med 1970-talet och har sedan ökat från decennium till decennium. En rapport visar att risken att bli mördad i Jamaica var 0,09 under 70-talet, 0,16 under 80-talet, 0,27 under 90-talet och 0,48 under 00-talet, och att inget av de politiska partierna kan beskyllas för ökningar eller ta åt sig äran för minskningar. Det är i stället droghandeln, där Jamaica fungerat som transitland i smugglingen från Colombia till USA som är den viktigaste orsaken till det ökande skjutandet på Kingstons gator med allt mer avancerade vapen. Det som 1960-talet tillhörde den s.k. rude boys-kulturen – kriminella som ibland blev berömda bland sluminvånarna i Kingston för att retades med polisen och satte sig upp mot övermakten – har ersatts av gäng med professionella mördare med dyra, avancerade vapen som dödar och dör för att behålla marknadsandelar av kokain- och heroinhandeln. Kingston har blivit så farligt att Jamaicas stjärnor inom musik, idrott, m.m. flyttat med sina familjer till USA.,
Rån, våld, överfall och mord har alltid tillhört vardagen i Jamaicas huvudstad Kingston. Politiska mord förekom. Fram till mitten av 1970-talet var musikindustrin delvis inblandad genom att kända artister drogs in i de politiska partiernas valkampanjer. År 1976 försökte några män nattetid att skjuta Bob Marley, men han klarade sig med en armskada. Mordförsöket var politiskt motiverat: de båda stora partierna ville bägge ha Marley på sin sida, men det låg även en vinst i att bli av med Marley för att hindra honom från att stödja motståndarna eller fördöma all politik.  Under 1970-talet ökade våldet i Jamaica, som hade dragits in i kokainhandeln från främst Colombia till USA. År 1980 toppade Jamaica och Colombia världsstatistiken när det gäller mord med 42 respektive 32 mord per 100 000 invånare. Sedan år 1980 finns Jamaica bland de tio länder i världen som hade flest mord i relativa tal, ofta bland de tre värsta nationerna. Alla artister – oavsett om de tillhör reggae- eller dancehallgenren eller är TV-stjärnor, har, med något enstaka undantag, tagit avstånd från gängen, mördandet och droger tyngre än marijuana och alkohol.